# Hans Karl Peterlini
Hans Karl Peterlini (* 12. März 1961 in Bozen) ist ein Journalist, Pädagoge und Autor aus Südtirol und seit 2014/15 Professor für Allgemeine Erziehungswissenschaft und Interkulturelle Bildung an der Universität Klagenfurt.

## Leben
Peterlini wuchs im Südtiroler Unterland auf und legte die humanistische Matura in Bozen ab. Er ist der Bruder des Politikers Oskar Peterlini.
Seine ersten beruflichen Erfahrungen sammelte Peterlini von Jugend an im Südtiroler Journalismus, zuerst bei der Tageszeitung Dolomiten. 1982 wechselte er zum Südtiroler Wochenmagazin ff, dessen Chefredakteur er 1990 wurde. Infolge einer medienpolitischen Auseinandersetzung um Meinungsfreiheit gründete er mit Hubertus Czernin und der Familie Lentsch eine Südtiroler Ausgabe des Magazins Profil. Nach der Entlassung Czernins als Profil-Herausgeber in Folge eines Covers mit Franz Vranitzky als nacktem Kaiser zog sich der österreichische Miteigentümer 1996 aus dem Projekt zurück, das Südtirol Profil wurde in die Neue Südtiroler Tageszeitung umgewandelt. Peterlini arbeitete mehrere Jahre freiberuflich im Kultur- und Verlagsbereich, bis er 1999 als Chefredakteur und Verantwortlicher Direktor zur ff zurückkehrte. Parallel zur journalistischen Arbeit befasste sich Peterlini vertieft mit Gewaltrisiken und Befriedungschancen in der jüngeren Südtiroler Zeitgeschichte, verbunden mit der Frage, wie Menschen über ihre kulturellen Muster und ethnischen Feindseligkeiten hinauswachsen könnten. Daraus entstanden seine ersten Bücher über den Südtirol-Terrorismus sowie das Generationenporträt Wir Kinder der Südtirol-Autonomie. Von 2003 bis 2004 war er zusätzlich zur Leitung der ff auch Chefredakteur der kurzlebigen Tageszeitung Südtirol 24h. 2004 zog Peterlini sich vom Magazinjournalismus zurück und studierte Pädagogik mit psychoanalytischer Ausrichtung an der Universität Innsbruck, um seine Schwerpunktthemen aus einer wissenschaftlichen Position neu zu bearbeiten. Seine 2006 eingereichte Diplomarbeit Die Sprengung von Macht und Ohnmacht untersuchte psychoanalytisch die Motive hinter den Südtirol-Anschlägen von 1961 bis 1988. Dem Studienabschluss folgten akademische Zusatzausbildungen (psychotherapeutisches Propädeutikum, zwischenmenschliche Kommunikation und Coaching). 2010 promovierte er an der Fakultät für Bildungswissenschaften der Freien Universität Bozen mit einer Dissertation zum Thema Heimat als Verdichtung politischer Identität in Südtirol, die auch auf Italienisch unter dem Titel Capire l’altro (den Anderen verstehen) veröffentlicht wurde. 2014 erlangte er mit der in Innsbruck eingereichten Habilitationsschrift Lernen und Macht. Paradigmata der Bildung in Schule, Kultur, Politik die Lehrbefähigung im Fach Bildungswissenschaften und Lernforschung. Mit dem Studienjahr 2014/15 wurde er auf den Lehrstuhl Allgemeine Erziehungswissenschaft und Interkulturelle Bildung am Institut für Erziehungswissenschaft und Bildungsforschung der Alpen-Adria-Universität Klagenfurt berufen. Seit 2021 ist er an derselben Hochschule Inhaber des neuen UNESCO-Lehrstuhls Global Citizenship Education – Culture of Diversity and Peace. Daneben ist er Kolumnist des Katholischen Sonntagsblatts der Diözese Bozen-Brixen.
Die Auseinandersetzung mit Ursachen und Bewältigungsmöglichkeiten politischer, gesellschaftlicher und kulturell bedingter Konflikte am Beispiel Südtirol schlug sich, neben den zahlreichen Publikationen, auch in Theater- und Kulturprojekten nieder, so in den Stücken Heimat (1999, Theater in der Altstadt, Meran) und Regen übers Land (Theater an der Etsch, 2010) sowie den Forumtheaterprojekten Wer rettet die Helden? (2010) und Mez per Sort (2012). Zusammen mit Marion Piffer (für Kunst) und Bernhard Kathan (für Objekte) war Peterlini (kleine Erzählungen) 2009 Kurator der überregionalen Landesausstellung Labyrinth::Freiheit auf der Festung Franzensfeste. Der Schwerpunkt in den jüngeren Publikationen orientiert sich an einem phänomenologischen Verständnis von personalem und gesellschaftlichem „Lernen als Erfahrung“ in Gesellschaften, die von ethnischer Pluralität und Migration geprägt sind. Im Netzwerk der Vignetten- und Anekdotenforschung hat Peterlini diese spezielle Methode der phänomenologischen Lern- und Bildungsforschung über ihr ursprüngliches Anwendungsfeld der Schule hinaus auf sozialräumliche Themenstellungen ausgedehnt. 2020 hat er mit den Arbeitsbereichen Allgemeine Erziehungswissenschaft und Diversitätsbewusste Bildung, Schulpädagogik und Historische Bildungsforschung sowie dem Zentrum für Friedensforschung und Friedensbildung an der Universität Klagenfurt das in Österreich neuartige Masterstudium „Diversitätspädagogik in Schule und Gesellschaft“ entwickelt.

## Auszeichnungen
- 2003 Preis des österreichischen Bundeskanzleramtes beim Lienzer Literaturwettbewerb im Gedenken an Christoph Zanon für seinen Text über ein Tirol, das es nicht gibt.
- 2021 GENE - Global Education Award[8] für den Universitätslehrgang „Global Citizenship Education III“ der Universität Klagenfurt (als wissenschaftlicher Leiter des Lehrgangs und im Namen des Lehrgangsteams Jasmin Donlic, Heidi Grobbauer, Karin Liebhart, Werner Wintersteiner).

## Bibliografie (Auswahl)

### Bücher
- Learning Diversity,  Wiesbaden: Springer VS (2023), ISBN 978-3-8394-4480-1. (Volltext als Open Access online).
- Erfahrung bildet? Eine Kontroverse. Diskussionen eines erziehungswissenschaftlichen Konzeptes unter den Aspekten Leib – Zeit – Raum (Hrsg. mit Iris Laner), Weinheim: Beltz-Juventa (2023), ISBN 978-3-7799-7451-2. (Volltext als Open Access online).
- Jahrbuch Migration und Gesellschaft 2020/2021. Beyond Borders (Hrsg. mit Jasmin Donlic),  Bielefeld: transcript (2021), ISBN 978-3-8394-5591-3. (Volltext als Open Access online).
- Wahrnehmung als pädagogische Übung. Theoretische und praxisorientierte Auslotungen einer phänomenologisch orientierten Bildungsforschung. (Hrsg. mit Irene Cennamo und Jasmin Donlic),  Innsbruck-Bozen-Wien: Studienverlag (2020), ISBN 978-3-7065-5969-0
- Ist inklusive Schule möglich?. Nationale und internationale Perspektiven. (Hrsg. mit Jasmin Donlic und Elisabeth Jaksche-Hoffman), Bielefeld: transcript (2019), ISBN 978-3-8376-4312-1
- Lernraum Mehrsprachigkeit. Zum Umgang mit Minderheiten- und Migrationssprachen. (Hrsg. mit Jasmin Donlic und Georg Gombos), Klagenfurt-Meran: Drava und Alpha Beta (2019), ISBN 978-3-85435-846-6
- Lernen und Macht. Prozesse der Bildung zwischen Autonomie und Abhängigkeit. Innsbruck-Bozen-Wien: Studienverlag (2016), ISBN 978-3-7065-5486-2
- Jenseits von Kain und Abel. Zehn Punkte fürs Zusammenleben – neu gelesen und kommentiert. In memoriam Alexander Langer 1995–2015. Meran-Klagenfurt/Celovec: Alpha Beta und Drava (Hrsg. mit Massimiliano Boschi und Adel Jabbar), Alpha Beta Meran (2015), ISBN 978-88-7223-235-4
- Capire l'altro. Piccoli racconti per fare memoria sociale, FrancoAngeli Mailand (2012), ISBN 978-88-568-4495-5
- 100 Jahre Südtirol. Geschichte eines jungen Landes, Haymon Innsbruck (2012), ISBN 978-3-7099-7031-7
- Aschenputtels Schuh. Jugend und interkulturelle Kompetenz in Südtirol/Alto Adige. Forschungsbericht über einen verkannten Reichtum (zusammen mit Lynne Chisholm), Alpha Beta Meran (2012), ISBN 978-88-7223-202-6 (auch in italienischer Sprache unter dem Titel „La scarpetta di Cenerentola“)
- Heimat zwischen Lebenswelt und Verteidigungspsychose. Politische Identitätsbildung am Beispiel Südtiroler Jungschützen und -marketenderinnen, Studienverlag Innsbruck (2010), ISBN 978-3-7065-5029-1
- Feuernacht. Südtirols Bombenjahre. Hintergründe, Schicksale, Bewertungen, Edition Raetia (2011; 3. Auflage 2021) ISBN 978-88-7283-390-2
- Bauernleben in Südtirol. Zwölf Porträts (zusammen mit Astrid Kofler), Haymon (2010), ISBN 978-3-85218-639-9
- Freiheitskämpfer auf der Couch. Psychoanalyse der Tiroler Verteidigungskultur von 1809 bis zum Südtirol-Konflikt, Studienverlag Innsbruck (2010), ISBN 978-3-7065-4814-4
- Tirol - Notizen einer Reise durch die Landeseinheit, Haymon, Innsbruck (2008), ISBN 978-3-85218-575-0
- Universitas Est. Essays und Dokumente zur Bildungsgeschichte in Tirol/Südtirol (Hrsg. und Hauptautor mit Hannes Obermair, Hrsg.), Bozen: Edition Raetia (2008), ISBN 978-88-7283-316-2
- Hans Dietl. Biographie eines Südtiroler Vordenkers und Rebellen, Edition Raetia, Bozen (2007), ISBN 978-88-7283-299-8
- Silvius Magnago. Das Vermächtnis (Hrsg.), Edition Raetia, Bozen (2007), ISBN 978-88-7283-300-1
- Wir Kinder der Südtirol-Autonomie, Folio Verlag, Wien-Bozen (2003), ISBN 978-3-85256-230-8
- Graffiti in Tirol (mit Astrid Kofler), Haymon, Innsbruck (1999), ISBN 3-85218-342-1
- Bomben aus zweiter Hand. Zwischen Gladio und Stasi: Südtirols missbrauchter Terrorismus, Edition Raetia, Bozen (1993, 4. Auflage), ISBN 88-7283-021-4

### Essays und Buchbeiträge
- Geteilte Menschheit, geteilte Welt – Grundfragen und Perspektiven für eine friedensorientierte Diversitätspädagogik als Global Citizenship Education. In: Lohrenscheit, Claudia/Schmelz, Schmelz/Schmitt, Caroline/Straub, Ute (Hrsg.): Internationale Soziale Arbeit und Soziale Bewegungen. Baden-Baden: Nomos (2023), 203–222.
- Feeling the World. Dilemmas and potentialities for a planetary empathy as a prerequisite for Global Citizenship Education. In: Carr, Paul/Thésée, Gina/Rivas-Sanchez, Eloy (Hrsg.): The Epicenter - L’Épicentre - El Epicentro. Lewes, DE: DIO press (2023).
- Der zweifältige Körper. Die Leib-Körper-Differenz als diskriminierungskritische Perspektive. Vignettenforschung zu Rassismus, Sexismus und Behinderung. In: Peterlini H. K./Cennamo, I./Donlic, J. (Hrsg.): Wahrnehmung als pädagogische Übung. Theoretische und praxisorientierte Auslotungen einer phänomenologisch orientierten Bildungsforschung. Innsbruck-Wien-Bozen: Studienverlag (2020), 25–45.
- Und die Antwort, mein Freund … Liedtexte gegen Krieg, Hass und Gewalt, für Frieden und Gerechtigkeit – eine Spurensuche in der Perspektive der Friedensbildung. In: Boelderl, A./Esterl, U./Mitterer, N. (Hrsg.): Poetik des Widerstands. Eine Festschrift für Werner Wintersteiner. Innsbruck-Wien: Studienverlag (2020), ISBN 978-3-7065-6042-9
- „Die nicht wissen, wo sie hingehören.“ Jugendliche Identitätsbildung im Kontext von Ethnisierung. In: Blumenthal, S./Sting, S./Zirfas, J. (Hrsg.): Pädagogische Anthropologie der Jugendlichen. Weinheim-Basel: Beltz Juventa (2020), 198–215, ISBN 978-3-7799-6178-9
- Über den Abgrund der Dichotomie. Pädagogische Dilemmata und Perspektiven für einen neuen Umgang mit Natur und Erde. In: Dozza, Liliana (Hrsg.): Io corpo – Io racconto – Io Emozione. Bergamo: Zeroseiup (2019), 31–43, ISBN 978-88-99338-51-0
- Die Normalisierung des Anders-Seins. Phänomenologische Unterrichtsvignetten und Reflexionen zur gelebten Inklusion im italienischen Schulsystem am Beispiel von Südtiroler Schulen. In: Zeitschrift für Inklusion-online.net 2018 inklusion-online.net
- Erziehung nach Aleppo. Pädagogische Reflexionen zu Rechtspopulismus, Rassismus und institutioneller Kälte gegenüber Menschen in Not. In: Gruber, B./Ratković, V. (Hrsg.): Migration. Bildung. Frieden. Perspektiven für das Zusammenleben in der Postmigrantischen Gesellschaft. Münster: Waxmann (2017), 175–200.
- Between Stigma and Self-Assertion: Difference and Belonging in the Contested Area of Migration and Ethnicity. In: Grote, G./Obermair, H. (Hrsg.): A Land on the Threshold. Bern: Peter Lang (2017), 341–360.
- „Can the subaltern speak?“ Yes, they can – aber wie? Minderheiten und Gewalt im Spannungsfeld von Macht und Ohnmacht am Beispiel Südtirol. In: Grote, Georg/Obermair, Hannes/Rautz, Günther (Hrsg.): „Un mondo senza stati è un mondo senza guerre“. Politisch motivierte Gewalt im regionalen Kontext (Eurac book 60). Bozen: Europäische Akademie (2013), 111–136.
- Lebenswege eines Guerillero. Zur Einführung in die Biographie des Siegfried Steger. In: Steger, Siegfried: Die Puschtra Buibm. Flucht ohne Heimkehr. Bozen: Arob, 6–16.
- Dissidentenberichte aus Tirol. Biographische Fragmente politischer Fremdheit zwischen Prag, Brixen, Trient, Salurn. In: Obermair, Hannes/Risse, Stephanie/Romeo Carlo (Hrsg.): Regionale Zivilgesellschaft in Bewegung/Cittadini innanzi tutto. Festschrift für/scritti in onore di Hans Heiss. Wien-Bozen: Folio (2012), 424–442.
- Methode und Urteil. Die Feuernacht in den Deutungen der Geschichtswissenschaft. In: Geschichte und Region/Storia e regione 1 (2011), Faschismus an den Grenzen – Il fascismo di confine, hg. von Mezzalira, Giorgio/Obermair, Hannes im Auftrag der Arbeitsgruppe „Geschichte und Region/Storia e regione“ und des Südtiroler Landesarchivs. Innsbruck-Wien-Bozen: Studienverlag, 135–154 (Volltext als PDF online).
- Heimat-Homeland between life world and defence psychosis. Intercultural learning and unlearning in an ethnocentric culture: long-term study on the identity formation of junior ‘Schützen’ (shooters). In: Procedia Social and Behavioral Sciences 5 (2010), 59–68.
- „Hinter der Tür sind alle Worte.“ Ein Werkstattgespräch mit dem Schriftsteller Joseph Zoderer, kommentiert von Karl Stockreiter aus der Sicht der Lacan’schen Psychoanalyse. In: Quart – Heft für Kultur Tirol 8, 32–43.

### Theaterstücke
- Mez per sort, für die Gruppe Krah – Forumtheater Südtirol, Aktionstage politische Bildung 2012
- Regen übers Land, Theater an der Etsch, Neumarkt (2010)
- Projekt Wer rettet die Helden? mit den Stücken Schneefall und Sperrstunde, Forumtheater A.H.10, Auer, Bozen, Brixen, Bruneck, Eppan, St. Ulrich, Lana, Schlanders (2010)
- Heimat, Theater in der Altstadt, Meran (1998)
- Herzstückl, Dekadenz, Brixen (1997)